# Carl Oskar Renner

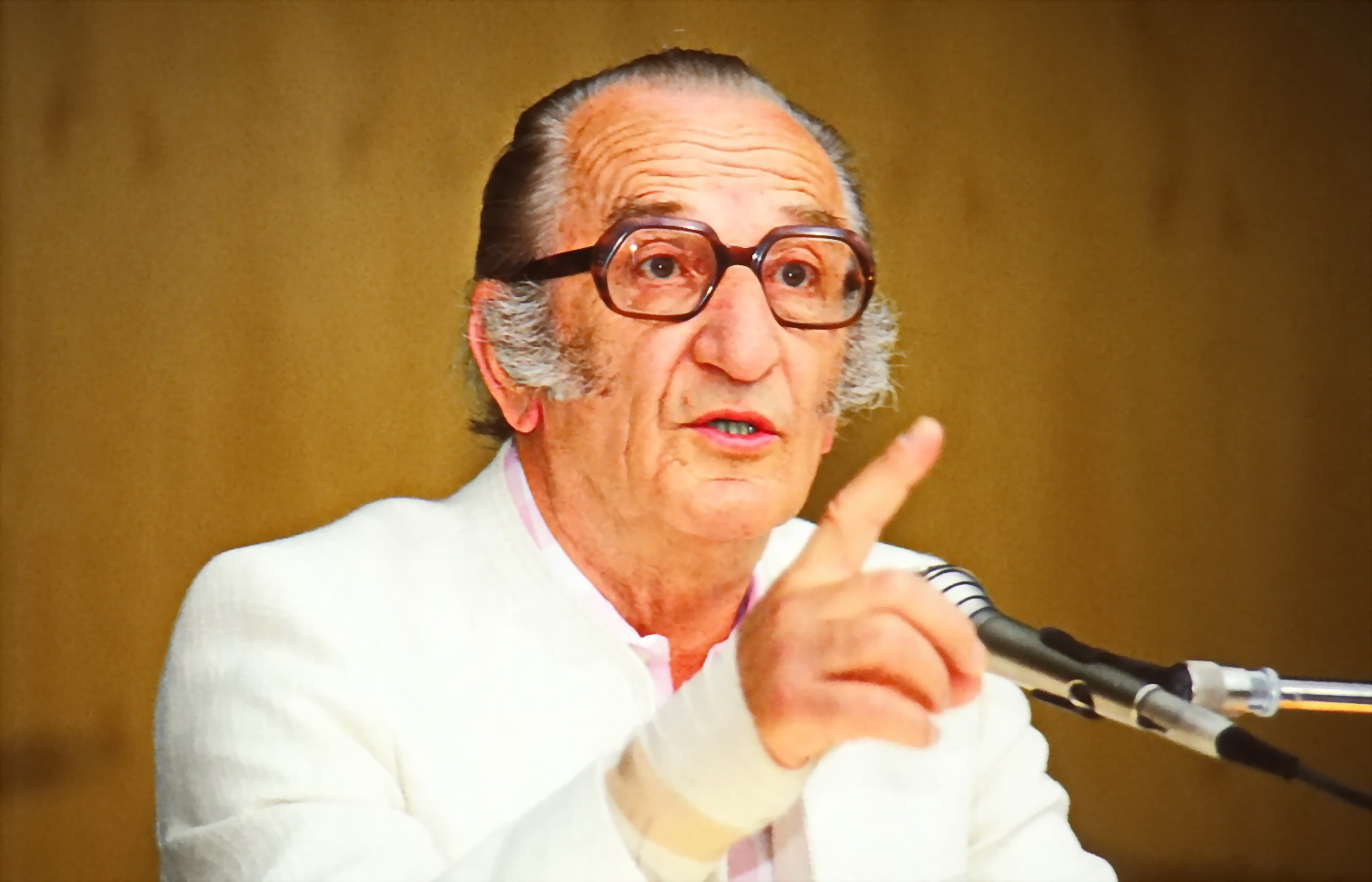
Carl Oskar Renner auf der IGA 1983

Carl Oskar Renner (* 21. Juni 1908 in Eichwald, Österreich-Ungarn; † 28. November 1997 in München) war ein bayerischer Schriftsteller, der durch den Roman über den Müllner-Peter von Sachrang bekannt wurde.

## Leben
Carl Oskar Renner studierte von 1927 bis 1937 Philosophie in Löwen, Innsbruck und Prag. Nach dem Krieg folgte eine Tätigkeit als Lehrer in München. Renner entdeckte zu dieser Zeit einen Artikel: Der Müllner-Peter von Sachrang. Ein Universalgenie aus dem Priental. Von August Sieghardt, Grassau im Chiemgau. Basierend auf nachfolgenden Recherchen entstand eine halbstündige Hörspielfassung, die 1956 im Bayerischen Rundfunk lief. Renner veröffentlichte in den 1960er-Jahren dann den Roman Der Müllner-Peter von Sachrang, den der Bayerische Rundfunk als Grundlage zum 1978 erstmals ausgestrahlten Fernsehdreiteiler Sachrang verwendete. Weitere historische Romane folgten, darunter Der Rosenheimer Salzkrieg, Der Spion vom Peißenberg, Lieutenant Maximiliane Baronesse von Leithorst, Die Rose der Kaiserin und Die Schwedenplag’ am Inn.
Carl Oskar Renner war neben seiner schriftstellerischen Tätigkeit Autor zahlreicher Rundfunksendungen. Er erhielt unter anderem das Bundesverdienstkreuz Erster Klasse. 1983 wurde ihm von den Münchner Turmschreibern der Bayerische Poetentaler verliehen.

## Hommage
Carl Oskar Renner hat mehrere Theaterstücke für das Historische Theater Buchenberg geschrieben.
Die Allgäuer Laienschauspielgruppe wiederholte zu seinem 100. Geburtstag das Schauspiel Die Römerstraße und es fand im Heimatmuseum eine Bilderausstellung statt.

## Werke
- Das Erbe der Radlmeiers. Rosenheimer Verlagshaus, Rosenheim 2015, ISBN 978-3-475-54478-1.
- Das Pfand des Herzogs. Rosenheimer Verlagshaus, Rosenheim 2014, ISBN 978-3-475-54305-0.
- Die Aschauer. Rosenheimer Verlagshaus, Rosenheim 2014, ISBN 978-3-475-54259-6.
- Der Müllner-Peter von Sachrang. Rosenheimer Verlagshaus, Rosenheim 2013, ISBN 978-3-475-54213-8.
- Vom Schicksal des Johann Rieder. Rosenheimer Verlagshaus, Rosenheim 2013, ISBN 978-3-475-54186-5.